# Draft de la NBA Development League de 2002
El Draft de la NBA Development League de 2002 se celebró el día 31 de octubre de 2002. Constó de 14 rondas.

## Selecciones del draft
| PG | Base | SG | Escolta | SF | Alero | PF | Ala Pívot | C | Pívot |

### Primera ronda
| Pick | Jugador         | Pos.      | Nacionalidad   | Equipo                     | Universidad / Club |
| ---- | --------------- | --------- | -------------- | -------------------------- | ------------------ |
| 1    | Mikki Moore     | Pívot     | Estados Unidos | Roanoke Dazzle             | Nebraska           |
| 2    | Devin Brown     | Alero     | Estados Unidos | Fayetteville Patriots      | Texas-San Antonio  |
| 3    | Andre Woolridge | Base      | Estados Unidos | Asheville Altitude         | Iowa               |
| 4    | Bakari Hendrix  | Ala-Pívot | Estados Unidos | Huntsville Flight          | Gonzaga            |
| 5    | Bobby Simmons   | Alero     | Estados Unidos | Mobile Revelers            | DePaul             |
| 6    | Derek Strong    | Alero     | Estados Unidos | Columbus Riverdragons      | Xavier             |
| 7    | Corey Benjamin  | Escolta   | Estados Unidos | North Charleston Lowgators | Oregon State       |
| 8    | Kevin Lyde      | Alero     | Estados Unidos | Greenville Groove          | Temple             |

### Segunda ronda
| Pick | Jugador          | Pos.      | Nacionalidad         | Equipo                     | Universidad / Club      |
| ---- | ---------------- | --------- | -------------------- | -------------------------- | ----------------------- |
| 1    | Jamal Robinson   | Alero     | Estados Unidos       | Roanoke Dazzle             | Virginia                |
| 2    | Richie Dalmau    | Escolta   | Puerto Rico          | Fayetteville Patriots      | Piratas de Quebradillas |
| 3    | Eddie Elisma     | Ala-Pívot | República Dominicana | Asheville Altitude         | Georgia Tech            |
| 4    | Jefferson Sobral | Alero     | Brasil               | Huntsville Flight          | COC Ribeirão Preto      |
| 5    | Ernest Brown     | Pívot     | Estados Unidos       | Mobile Revelers            | Indian Hills            |
| 6    | Lonnie Jones     | Pívot     | Estados Unidos       | Columbus Riverdragons      | Ball State              |
| 7    | Larry Reid       | Base      | Estados Unidos       | North Charleston Lowgators | Kansas State            |
| 8    | Brandon Kurtz    | Pívot     | Estados Unidos       | Greenville Groove          | Tulsa                   |

### Tercera ronda
| Pick | Jugador          | Pos.    | Nacionalidad   | Equipo                     | Universidad / Club      |
| ---- | ---------------- | ------- | -------------- | -------------------------- | ----------------------- |
| 1    | George Williams  | Alero   | Estados Unidos | Roanoke Dazzle             | Houston                 |
| 2    | Bryan Lucas      | Alero   | Estados Unidos | Fayetteville Patriots      | North Texas             |
| 3    | Ron Rollerson    | Pívot   | Estados Unidos | Asheville Altitude         | Temple                  |
| 4    | Brandon Williams | Escolta | Estados Unidos | Huntsville Flight          | Davidson                |
| 5    | Christian Dalmau | Pívot   | Puerto Rico    | Mobile Revelers            | Atléticos de San Germán |
| 6    | Willie Davis     |         | Estados Unidos | Columbus Riverdragons      |                         |
| 7    | T.J. McKenzie    | Pívot   | Estados Unidos | North Charleston Lowgators | Rice                    |
| 8    | Shawn Igo        | Pívot   | Estados Unidos | Greenville Groove          |                         |

### Cuarta ronda
| Pick | Jugador        | Pos.      | Nacionalidad   | Equipo                     | Universidad / Club |
| ---- | -------------- | --------- | -------------- | -------------------------- | ------------------ |
| 1    | Geoff Owens    | Ala-Pívot | Estados Unidos | Roanoke Dazzle             | Pennsylvania       |
| 2    | Earl Ike       | Pívot     | Estados Unidos | Fayetteville Patriots      | Alabama-Birmingham |
| 3    | Kevin Daley    | Alero     | Panamá         | Asheville Altitude         | Azusa Pacific*     |
| 4    | Marcus Fleming | Ala-Pívot | Estados Unidos | Huntsville Flight          | Alcorn             |
| 5    | Joe White      | Pívot     | Estados Unidos | Mobile Revelers            | Texas A&M          |
| 6    | Greg Clausen   | Pívot     | Estados Unidos | Columbus Riverdragons      | Marquette          |
| 7    | Ime Udoka      | Escolta   | Nigeria        | North Charleston Lowgators | Portland State     |
| 8    | Tommy Adams    | Base      | Estados Unidos | Greenville Groove          | Hampton            |